# Дарко Карајић
Дарко Карајић (Шабац, 1964) српски је музичар и универзитетски професор. Карајић је професор на Факултету музичке уметности у Београду и члан Ансамбла „Ренесанс“.

## Школовање
Живео је и стекао основно образовање у Владимирцима. Пре студија класичне гитаре, гитару је учио код Душана Шапоње, Надежде Кондић, Душана Богдановића и Вере Огризовић. На Музичкој академији у Загребу је дипломирао у класи Иштвана Ремера, а постдипломске студије је завршио на ФМУ у Београду на тему „Музика за лауту Ј. С. Баха“ у обради за гитару.

## Солиста и рад са ансамблима
Као члан ансамбала Musica Antiqua, Арс Нова, Ренесанс и Студија за рану музику, наступао је у свим значајнијим концертним дворанама и фестивалима Југославије и Европе, а као члан групе Балканика имао је концерте широм света. У сарадњи са ФМУ и Југословенском асоцијацијом класичних гитариста 2004. године по први пут организује Дане лауте у Београду. 
Осим са ансамблима, наступао је као солиста са оркестром "Душан Сковран", хором и оркестром РТС-а, Београдском филхармонијом, оркестром Београдске опере, Београдском камератом. Код нас је одржао солистичке концерте на лаути и гитари у Београду, Суботици, Апатину,
Сомбору, Новом Саду, Бечеју, Зрењанину, Шапцу, Лозници, Ваљеву, Нишу, Крагујевцу, Алексинцу, Пожаревцу, Смедереву, Земуну, Бањој Луци, Врњачкој Бањи.
На Фестивалу "Гитар арт" у Београду наступао је више пута као солиста и камерни музичар. Члан је жирија на свим значајнијим такмичењима за гитару и камерну музику код нас, као што су Републичко такмичење, Фестивал музичких школа, Гитар арт...

## Педагошки рад
Професор је на Факултету музичке уметности у Београду, где предаје нотацију и интерпретацију ране музике, док у Музичкој школи „Јосип Славенски“ предаје лауту на Одсеку за рану музику. Ради и као предавач на Музичкој академији у Сарајеву. Покретач је наставе лауте на одсеку за рану музику у нижој и средњој музичкој школи.
Одржао је мајсторске курсеве у Бару, Београду, Бањој Луци, Новом Саду, Смедереву, Пожаревцу, Нишу, Лозници, Шапцу...

## Дискографија
- Албум Journey (Путовање – музика 17. и 18. века), Издавач: Едитион Лилац, 2015[5][6]